# Ito Eats
Ito Eats (En español "Ito come") es una canción hawaiana de corte humorístico, compuesta por la dupla Sid Tepper y Roy C. Bennett  grabada y popularizada por Elvis Presley.  La canción trata acerca de un obeso nativo de Hawaii que nunca considera que ha comido lo suficiente.    Ito Eats formó parte de la banda sonora de la exitosa película Blue Hawaii que tuvo como resultado un aún más exitoso álbum musical que alcanzó la categoría de triple disco de platino certificado por la RIAA. 

## Grabación
Presley grabó la canción el 22 de marzo de 1961 en el estudio Radio Recorders de Hollywood, California. Además de Ito Eats, la dupla de compositores conformada por Sid Tepper/Roy y C. Bennett habían compuesto gran parte de los temas musicales de la película Blue Hawaii. Presley, que tenía una gran afinidad por la cultura hawaiana,  se aseguró de contar con los músicos adecuados para poder lograr el sonido característico del estilo musical de Hawaii. En el caso de Ito Eats específicamente,se destacan las percusiones y el uso de ukeleles, estos últimos a cargo de Fred Tavares y Bernie Lewis. 

## Letra
La letra narra la costumbre de un nativo algo obeso y glotón llamado Ito, el cual considera que nunca ha probado lo suficiente en materia gastronomía y a su vez cree que es de mala educación que los demás se anden fijando en cuánto él come. La canción en tono de parodia, es celebrada por Ito que al final de la misma manifiesta tener hipo y algo de dolor de estómago de tanto comer.  
Ito eat like teeth are out of style                   Ito come como si los dientes estuviern pasados de moda                  
Ito eat like teeth are out of style                   Ito come como si los dientes estuviern pasados de moda
Ito eating all the while                                   Ito está comiendo  todo el tiempo
Eat Ito eat all the night and the day              Come, Ito come toda la noche y todo el día
Eat Ito eat all the night and the day              Come, Ito come toda la noche y todo el día

Ito is an eating boy                                        Ito es un muchacho comedor
He never get enough from fish and poi         Él nunca tiene suficiente de pescado y poi
He eat everything he don't care what            Él come de todo sin importarle qué
He even eat the shell from the coconut         Incluso él se come las cáscaras del coco
Eat Ito eat all the night and the day               Ito come todo la noche y todo el día
Eat Ito eat all the night and the day               Ito come todo la noche y todo el día

## En la cultura popular
Ito Eats hace referencia a que Ito nunca tiene lo suficiente en cuanto a pescado y Poi. El Poi es una comida típica polinesia que se elabora a partir de la cocción de una raíz llamada Colocasia esculenta.

## Ediciones
- Blue Hawaii - RCA 1961
- The Complete Elvis Presley Masters 88697 11826 2, RCA – 88697 11826 2 - RCA 19 de octubre de 2010 [5]
- Elvis Presley - Blue Hawaii - The Complete Sessions - TCB Records Holanda 1993